# Eisensteinzeche Matthäus
Die Eisensteinzeche Matthäus ist ein ehemaliges Bergwerk in Neukirchen am Teisenberg im Landkreis Berchtesgadener Land. Abgebaut wurde Eisenstein, also Eisenerze. Im Rahmen von Sicherungsarbeiten wurde das Bergwerk vom Unternehmen Feldhaus, Schmallenberg, mit künstlicher Bewetterung, Wasserhaltung und gleisgebundener Fördertechnik versehen.
Ein Einheimischer vermutete in dem Bergwerk das verschollene Bernsteinzimmer, bisher wurde aber nichts gefunden. 2022 entstand in der Umgebung des Bergwerks ein Krater von 10 Metern Durchmesser. Dabei wurde niemand verletzt, vermutlich sorgte Verbruch des Bergwerks für dieses Loch.